# Хејберн (Ајдахо)
Хејберн (енгл. Heyburn) град је у америчкој савезној држави Ајдахо.

## Демографија
По попису из 2010. године број становника је 3.089, што је 190 (6,6%) становника више него 2000. године.
| Група             | 2000.         | 2010.         |
| Белци             | 1.977 (68,2%) | 1.983 (64,2%) |
| Афроамериканци    | 5 (0,2%)      | 18 (0,6%)     |
| Азијати           | 15 (0,5%)     | 19 (0,6%)     |
| Хиспаноамериканци | 823 (28,4%)   | 1.003 (32,5%) |
| Укупно            | 2.899         | 3.089         |